# CAMM
CAMM은 MBDA가 개발한 단거리 지대공 미사일이다.

## 역사
2018년 실전배치되었다. AIM-132 아스람 공대공 미사일의 부품을 대부분 사용한다. 항공기와 미사일을 요격한다.
SYLVER, ExLS, 마크 41 VLS에 4발씩 탑재할 수 있다. 미국의 RIM-162 ESSM도 마크 41 VLS에 4발씩 탑재한다.
- AIM-132 아스람, 무게 88 kg, 사거리 18 km, 적외선 유도
- CAMM, 무게 99 kg, 사거리 25 km, 고도 10 km, 액티브 레이다 유도
- CAMM-ER, 무게 160 kg, 사거리 45 km, 고도 10 km, 액티브 레이다 유도

## 사용국가
- 영국 - 영국 해군

### 미래 사용국가
- 브라질
- 칠레
- 이탈리아
- 뉴질랜드
- 스페인

## 같이 보기
- 미사일 목록